# Friedrich Posch
Friedrich Posch (* 8. Oktober 1840 in Zara (heute Zadar); † 29. Juni 1916 in Klagenfurt) war Bürgermeister von Klagenfurt.

## Biographie
Friedrich Posch studierte Jus und wurde vom Gurker Bischof Valentin Wiery als Bistumsverwalter nach Zwischenwässern geholt. Sein ständiger Wohnsitz war Klagenfurt. Er begann sich für Öffentlichkeitsarbeit zu interessieren, wurde 1890 Gemeinderat und Vizebürgermeister von Klagenfurt, zwei Jahre später Bürgermeister.
Die 1891 genehmigte Telefonverlegung scheiterte am Widerstand der Hausbesitzer, die keine Dachständer duldeten, ab 1. Dezember 1894 gingen täglich „Wettertelegrafen“ an das Marineobservatorium in Pula. 
Das Klagenfurter Theater erlebte unter Direktor Franz Eglseer (1849–1938) eine seiner Glanzzeiten und es kam zu reger Bautätigkeit - Amalienhof, Carinthia, viele Privatbauten in „Neu-Klagenfurt“ (zwischen der heutigen Bahnhofstraße, Mießtaler Straße und der Südbahn). Das Krankenhaus und der Aussichtsturm werden errichtet. Das „Austrommeln“ von Stadtnachrichten wurde abgeschafft. Friedrich Posch hatte für Klagenfurt noch größere Pläne: einen Neubau des Schlachthofes, einen Um- oder Neubau des Rathauses, eine neue Friedhofsanlage und vor allem elektrische Energie, scheiterte jedoch an der Finanzierung durch Kreditaufnahme, die vom Gemeinderat abgelehnt wurde. Daraufhin trat Posch 1896 zurück und war von 1900 bis 1904 nur noch Ausschussmitglied der Kärntner Sparkasse.

## Belege
- Eduard Skudnigg: Die freigewählten Bürgermeister von Klagenfurt. In: Gotbert Moro (Hrsg.): Die Landeshauptstadt Klagenfurt. Aus ihrer Vergangenheit und Gegenwart. Band 2. Klagenfurt 1970, S. 310.
- Bürgermeister seit 1850 auf der Website der Stadt Klagenfurt

| Vorgänger      | Amt                                    | Nachfolger              |
| -------------- | -------------------------------------- | ----------------------- |
| Franz Glöckner | Bürgermeister von Klagenfurt 1892–1896 | Julius Christoph Neuner |

| Personendaten    | Personendaten              |
| ---------------- | -------------------------- |
| NAME             | Posch, Friedrich           |
| KURZBESCHREIBUNG | österreichischer Politiker |
| GEBURTSDATUM     | 8. Oktober 1840            |
| GEBURTSORT       | Zadar                      |
| STERBEDATUM      | 29. Juni 1916              |
| STERBEORT        | Klagenfurt am Wörthersee   |